# Liberty Liberty!
Liberty Liberty! (リバティ☆リバティ! Ribatei Ribatei!?) es un manga de género yaoi escrito e ilustrado por Hinako Takanaga. Su primer y único volumen fue publicado el 24 de mayo de 2005 en la revista Comic Birz de la editorial Gentosha. Ha sido licenciado para su publicación en varios idiomas; en Estados Unidos lo fue por Blu Manga, en Alemania por Tokyopop Germany y en Polonia por Studio JG.

## Argumento
Itaru Yaichi es un joven universitario que es encontrado, ebrio y yaciendo sobre un montón de basura, por Kōki Kuwabara, un camarógrafo que trabaja para una pequeña estación de cable local. Accidentalmente, Itaru termina rompiendo la cámara de Kōki durante un forcejeo, cuando creyó que este le había insultado. Al día siguiente, Itaru despierta en el departamento de Kōki y se entera de que gracias a él seguía con vida. Sin embargo, Kōki le demanda el dinero de la cámara; un total de ¥200.000 (cerca de 1.700 dólares), dinero que Itaru no tiene. Kōki le permite a Itaru quedarse en su departamento hasta que consiga un empleo y le pague su deuda.

## Personajes
Itaru Yaichi (矢市 至 Yaichi Itaru?)
Es el protagonista principal de la historia. Itaru vino de Tokio, pero es nativo de Osaka. Abandonó su universidad, donde se especializaba en el área de literatura, pero al regresar evitó ir a su hogar porque no quería ser una carga para sus padres. Es encontrado ebrio por Kōki en un montón de basura y accidentalmente rompe su cámara. Sin un lugar para quedarse y sin dinero para pagar las reparaciones, Itaru se ve obligado a quedarse en el departamento de Kōki. En el pasado, uno de sus senpais de la universidad robó una historia suya que había pensado durante años, y debido a que ese senpai era popular y la historia que él publicó le ganó una mención honoraria en una revista literaria, nadie le creyó a Itaru cuando los rumores de plagio comenzaron a circular por la escuela. Esto le llevó a ser más tímido y mucho menos confiado en sus habilidades.
Kōki Kuwabara (桑原 鉱喜 Kuwabara Kōki?)
Kōki trabaja como camarógrafo para una pequeña estación de cable local. Padece de ceguera casi parcial en su ojo izquierdo debido a una enfermedad del nervio óptico que es imposible de tratar. Este padecimiento le privó de entrar a un importante estudio filmográfico en Tokio, dando también inicio a una atapa de depresión hasta que fue invitado por Kurumi a formar una estación de cable.
Kurumi Tokita (時田 狂三 Tokita Kurumi?)
Es la presentadora y también quien fundó la estación de cable Girasol, debido a que no era contratada por nadie. Antes solía ser hombre.

## Recepción
Leroy Douresseaux de Comic Book Bin disfrutó del desarrollo de los personajes en el transcurso de la historia, así como también de la "atrasada gratificación de que la pareja este finalmente unida". Matthew Warner de Mania, disfrutó del "equilibrio entre el romance y la comedia" en el manga, sintiendo que la mansedumbre del mismo "lo convertía en un punto de entrada adecuado para el género del amor entre chicos". Jennifer Dunbar de Pop Culture Shock ha dicho que disfrutó del "arte constante y enérgico" y del desarrollo de los personajes secundarios".